# Stašov (Boêmia Central)
Stašov é uma comuna checa localizada na região da Boêmia Central, distrito de Beroun.